# Rotación de neumáticos
La rotación de neumáticos es la práctica de mover los neumáticos de un automóvil de una rueda a otra en el coche que los equipa, para compensar un desgaste desigual entre ellos. El desgaste de los neumáticos es desigual por un número de razones. Un desgaste equilibrado es deseable para mantener un rendimiento consistente en el vehículo y así extender la vida útil de un juego de neumáticos completo.
Por diseño, el peso sobre los ejes delantero y trasero difiere, lo que causa un desgaste desigual entre las ruedas situadas en diferentes ejes. Dado que la mayoría de los coches tienen motor delantero, el eje anterior normalmente soporta un peso mucho mayor que el posterior. En vehículos con tracción trasera, la distribución del peso entre los ejes se acerca al 50:50. Pero los vehículos de tracción delantera también tienen el mecanismo diferencial sobre el tren delantero, añadiendo más peso; así se consigue una distribución del peso nunca mejor que 60:40. Esto significa que, manteniéndose el resto de cosas iguales, los neumáticos delanteros se desgastan a un ritmo doblemente mayor que los traseros; especialmente si tenemos en cuenta que el eje delantero también hace más fuerza a la hora de frenar el vehículo y es el encargado de dirigirlo. Es por ello que la rotación de neumáticos debe ser más frecuente en los vehículos de tracción delantera.
La dirección del vehículo también causa un desgaste desequilibrador. El neumático situado en el exterior de una curva se desgasta desproporcionadamente más que la situada en el interior; y la delantera más que la trasera. Por ejemplo, los intecambiadores de trébol y las rampas de los garajes giran hacia la derecha en los países de circulación por la derecha, provocando que el neumático delantero izquierdo se desgaste antes que el derecho. Además, los giros a la derecha son más cerrados que los giros a la izquierda. De manera contraria, los perfiles de los neumáticos situados a la derecha tienden a golpear los bordillos, llegando en ocasiones a romperse, a la hora de aparcar el vehículo, causando un desgaste lateral desigual. En los países de conducción por la izquierda ocurre el efecto simétricamente opuesto.
Además, los problemas mecánicos también pueden generar un desequilibrio en el desgaste de los neumáticos. Las ruedas necesitan estar alineadas entre sí y con el coche. Si esto no es así, la rueda desalineada tenderá a ser arrastrada por el resto de las ruedas, provocando el desequilibrio en el desgaste. Si la alineación es tal que el vehículo tiene a girar, el conductor tenderá a corregir el defecto por naturaleza girando al lado contrario. En efecto, el vehículo se encuentra girando permanentemente bajo esa situación, siendo este otro motivo de desgaste desigual. También, si un neumático está inflado en exceso o en defecto, provocará que se desgaste de manera diferente al resto; pero en este caso, la rotación no solucionará el problema. El remedio para esta situación es comprobar en frío las presiones de los neumáticos.
Los fabricantes de automóviles son quienes recomiendan en el manual de sus productos la frecuencia de la rotación de los neumáticos y el patrón a seguir. Según las especificaciones del modelo, la rotación de los neumáticos puede estar recomendada cada 5.000 kilómetros. El patrón más común es desplazando las ruedas delanteras hacia atrás, y viceversa, aunque cuando se desplazan las ruedas hacia atrás, estas deben ser cambiadas de lado. Si los neumáticos son unidireccionales, la rotación sólo se puede hacer de delante a atrás, para mantener la dirección rotacional de los neumáticos de este tipo. Es posible cambiarlos de lado también, aunque esto implica el desmontaje y después volver a montarlos en sus llantas. Si el vehículo cuenta con una rueda de repuesto de tamaño normal que forma parte de la rotación, el patrón de rotación a seguir es mucho más complejo; siendo también difícil la rotación con neumáticos de nieve.
Para clarificarlo, el patrón para rotar o recolocar neumáticos asimétricos es el de mantener en el mismo lado, pero cambiando de eje las ruedas que están en el eje motriz; y las que están en el otro eje, no motriz, se cambian de lado y de eje. En vehículos equipados con tracción total, la recomendación es de cambiar de lado y de eje las ruedas siempre. Esto implica que cada rueda sólo puede ocupar dos posiciones en el vehículo. Es posible que existan otras recomendaciones en los manuales de cada vehículo.
El pensamiento actual hace hincapié en la deseabilidad de mantener los mejores neumáticos disponibles en el eje trasero, sea el vehículo de tracción delantera o trasera. La razón de esto es que si los neumáticos traseros pierden el agarre antes que los delanteros, aparecerá un sobreviraje, que resulta más difícil de controlar que el correspondiente subviraje que aparecería si se pierde el agarre delante. Esto también ocurre si un neumático se pincha o explota, por lo que la creencia intuitiva que afirma que los neumáticos delanteros tienen que ser los mejores no es correcta.
En casos extraños, los fabricantes de automóviles pueden recomendar no realizar ninguna rotación en absoluto. Adicionalmente, algunos vehículos están diseñados, o equipados después de su compra, con neumáticos de diferentes tamaños en los ejes delantero y trasero; haciendo la rotación imposible.